# 克雷克河
50°13′29″N 10°48′46″E / 50.224778°N 10.812685°E
克雷克河（德語：Kreck），是德國的河流，位於該國東南部，由巴伐利亞負責管轄，該河流屬於羅達赫河的右支流，河道全長20公里，流經科堡縣。